# 皮媞亞

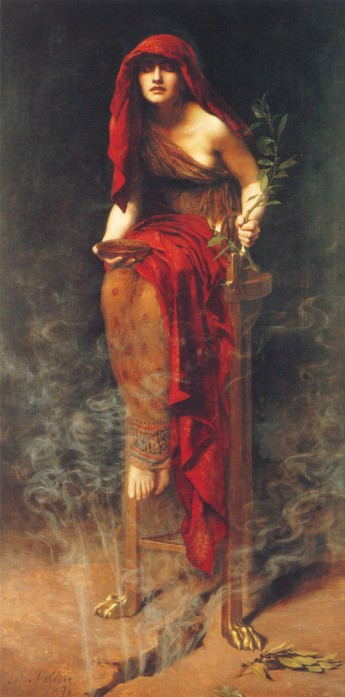
約翰·柯立葉畫作－德爾菲女祭司（1891）

皮媞亞（希臘語：Πυθία），也譯為皮提亞、皮提婭、琵西雅，古希臘的阿波羅神女祭司，服務於帕纳塞斯山上的德爾菲神廟。她們以傳達阿波羅神的神諭而聞名，被認為能預知未來。
德爾菲神廟開始自西元前八世紀，在古希臘世界是極為重要的信仰中心。

## 德爾菲神諭
德爾菲神廟的核心，叫做「阿底頓」（adyton）。在此，皮媞亞負責傳達阿波羅的神諭。在希腊神话中，德尔斐是世界的中心。因此在“Adyton”内竖立着一个锥形石柱，称为翁法洛斯（意指“大地肚脐”），由两个金质的老鹰支撑，象征着这一地位。传说宙斯曾经于相反方向放出两只苍鹰来测量大地，而它们相遇的地点正是德尔斐。这个女祭司传统上是一个未受过教育的年轻处女（后期演变成了一个老年妇女，但仍著少女的服饰），她坐在一个三脚架上，这个架子支在产生神谕的沟壑（ἄδυτον / ）中，下面就是产生天然气的裂缝。皮提娅手持着一个（用于浇祭用的扁盘子）以及一支月桂（阿波罗的神树）。
对神谕的咨询最初是年度性的，在德尔斐历的这个月（公历二月至三月之间）的第七天开始举办阿波罗节。随后演变成一年内（传说中）阿波罗在当地居住的九个月中每个月的七号都举行仪式，这天起名为（许多问题的日子）。
在问询前有一些仪式需要履行，它们由女预言者在两个祭司的配合下完成。后者终生服务于神庙，下面辖有五个操持仪式的“hosioi”（神圣的人）以及两个男预言者，其中一个辅佐皮提娅，将她的预言翻译成常人所能理解的语言。神的语言通常被转译成韵文，采用六音步诗行（hexameter）。我们仍不知道女预言者是否能够被人见到，因为至今在这一问题上还没有可靠的见证。
神谕的运作在历史上经历了不少变动，根据最权威的见证者之一，曾经是神庙的一名祭司的普鲁塔克的说法，在他的年代（公元1世纪）神庙里只有一个女预言家，她每个月受到一次请求；而更早以前仪式鼎盛的时期需要三个女祭司轮流替换才能应付长长的请求队伍。在阿波罗的另一个神庙裡，神谕只是通过意念传到预言者的精神中，这使得他/她可能进行更自由的发挥。
每年，当阿波罗离开的时候自然没有神谕，这造成每年神庙重开的时候总是有无数的信徒等候。因此神庙的祭司有权安排参加仪式的优先权（Προμαντεία / ）。参加者先向神献上适当的礼物，然后由祭司向一头山羊身上泼上一些冷水，如果它不因此而战栗则被认为是不祥之兆，仪式将不会进行；而如果朝拜者被接受，山羊将被进献，而他可以进入神殿向女预言者提出问题，当然，这个问题被回答与否就取决于神的旨意了。

## 基督教看法
在基督教时代，金口若望认为皮提娅是一个被魔鬼附体的女人，它从三脚架下的地层深处钻入女预言者体内。

## 現代研究
现代史学史的研究根据古希腊，可能上溯至德尔斐的传统，来寻找皮提娅在仪式中所吐露语言的来历。一直以来流传的一种说法是她吸入了地层中弥散出的气体而被麻痹，然而这种说法受到了很多质疑，因为法国雅典学院的发掘没有在阿波罗神庙地下找到传说的裂缝，并且他们认为当地页岩的地质也阻止了气体的外散。但更新的一个研究表明，德尔斐遗蹟确实坐落于两个断层的交叉处，并且地底下富含的沥青质石灰岩在地壳运动中可能会产生乙烯类物质，而后者对人有神经麻痹作用。这些细节和普鲁塔克的历史记载不谋而合，提供了一个新的解释的可能。
另一種基於對當代毒理學的理論認為是夾竹桃引起類似於皮媞亞的症狀。皮媞亞在神諭中使用夾竹桃，咀嚼其葉子並吸入煙。夾竹桃的有毒物質導致的症狀類似於癲癇的症狀，即“神聖疾病”，這種症狀相當於阿波羅精神賦予的皮媞亞，使皮媞亞成為他的代言人及先知。夾竹桃煙（“阿波羅的精神”）可能起源於位於地下室中的火盆，並通過寺廟地板上的開口（“裂口”）逸出。這個理論完全符合考古發現的聖殿下的地下空間。

## 外部連結
- 科學人雜誌－揭開希臘神諭的面紗 （页面存档备份，存于）